# Чакоанска мара
Чакоанска мара (Dolichotis salinicola) је врста глодара из породице морских прасића или заморчића (Caviidae). Блиско је сродна патагонијској мари.

## Распрострањење
Ареал врсте је ограничен на мањи број држава. Врста има станиште у Аргентини, Боливији и Парагвају.

## Угроженост
Ова врста је наведена као последња брига, јер има широко распрострањење и честа је врста.